# Phyllis Povah
Phyllis Povah (* 21. Juli 1893 in Detroit, Michigan; † 7. August 1975 in Port Washington, New York) war eine US-amerikanische Theater- und Filmschauspielerin.

## Leben
Povah begann ihre Schauspielkarriere am Theater. Von Februar bis Juni 1921 war sie in dem Stück Mr. Pim Passes By am Garrick Theatre in New York City zu sehen. Bis 1955 trat sie in 22 weiteren Theaterstücken am Broadway auf, darunter das Stück The Women, das von Dezember 1936 bis Juli 1938 am Ethel Barrymore Theatre aufgeführt wurde und in dem Povah die Rolle der Edith spielte. In der gleichnamigen Verfilmung des Stücks von 1939 übernahm Povah unter der Regie von George Cukor und an der Seite der drei Hauptdarstellerinnen Norma Shearer, Joan Crawford und Rosalind Russell erneut die Rolle von Edith, eine der Freundinnen von Norma Shearers Hauptfigur.
Im Jahr 1943 war sie in dem Spielfilm Let’s Face It mit Bob Hope und Betty Hutton zu sehen. 1952 spielte sie in zwei weiteren Filmen unter Regie von George Cukor, zum einen mit Spencer Tracy und Katharine Hepburn in Pat und Mike (als besserwisserische Golfpartnerin Hepburns), zum anderen neben Judy Holliday und Aldo Ray in Happy End ... und was kommt dann? (als Hollidays Filmmutter). Insgesamt blieb ihre Filmografie mit fünf Kinofilmen und einigen Fernsehauftritten schmal, da ihr Hauptaugenmerk auf der Theaterarbeit lag. Von April 1954 bis September 1955 war sie in Anniversary Waltz zum letzten Mal am Broadway zu sehen. Ihre Rolle als Großmutter in der Verfilmung des Stücks aus dem Jahr 1959, in der sie an der Seite von David Niven spielte, war ihre letzte Filmrolle.
Povah war seit 1930 mit Henry E. Drayton verheiratet und hatte zwei Kinder. Sie starb im August 1975 im Alter von 82 Jahren.

## Filmografie
- 1939: Die Frauen (The Women)
- 1943: Let’s Face It
- 1949: The Ford Theatre Hour (Ford Theatre, Fernsehserie, Folge 1x09)
- 1950: Pulitzer Prize Playhouse (Fernsehserie, Folge 1x08)
- 1951: Suspense (Fernsehserie, 2 Folgen)
- 1951: Big Town (Fernsehserie, Folge 1x37)
- 1952: Happy-End … und was kommt dann? (The Marrying Kind)
- 1952: Pat und Mike (Pat and Mike)
- 1953: The Gulf Playhouse (Gulf Playhouse, Fernsehserie, Folge 2x02)
- 1956: Armstrong Circle Theatre (Fernsehserie, Folge 6x12)
- 1959: Ehegeheimnisse (Happy Anniversary)